# Villers-Allerand
Villers-Allerand ist eine französische Gemeinde  im Département Marne in der Region Grand Est (vor 2016 Champagne-Ardenne) mit 934 Einwohnern (Stand 1. Januar 2022). Sie gehört zum Kanton Mourmelon-Vesle et Monts de Champagne im Arrondissement Reims.

## Geographie
Villers-Allerand liegt etwa zehn Kilometer südlich von Reims am Rand der Montagne de Reims. Umgeben wird Villers-Allerand von den Nachbargemeinden Champfleury im Norden, Montbré im Nordosten, Rilly-la-Montagne im Osten, Germaine im Süden, Sermiers im Westen sowie Villers-aux-Nœuds im Nordwesten.

## Bevölkerungsentwicklung
| Jahr                       | 1962 | 1968 | 1975 | 1982 | 1990 | 1999 | 2006 | 2018 |
| Einwohner                  | 564  | 659  | 716  | 794  | 764  | 802  | 830  | 898  |
| Quellen: Cassini und INSEE |      |      |      |      |      |      |      |      |

## Sehenswürdigkeiten

Kirche Sainte-Agathe

- Kirche Sainte-Agathe
- Schloss La Rosière